# 春画

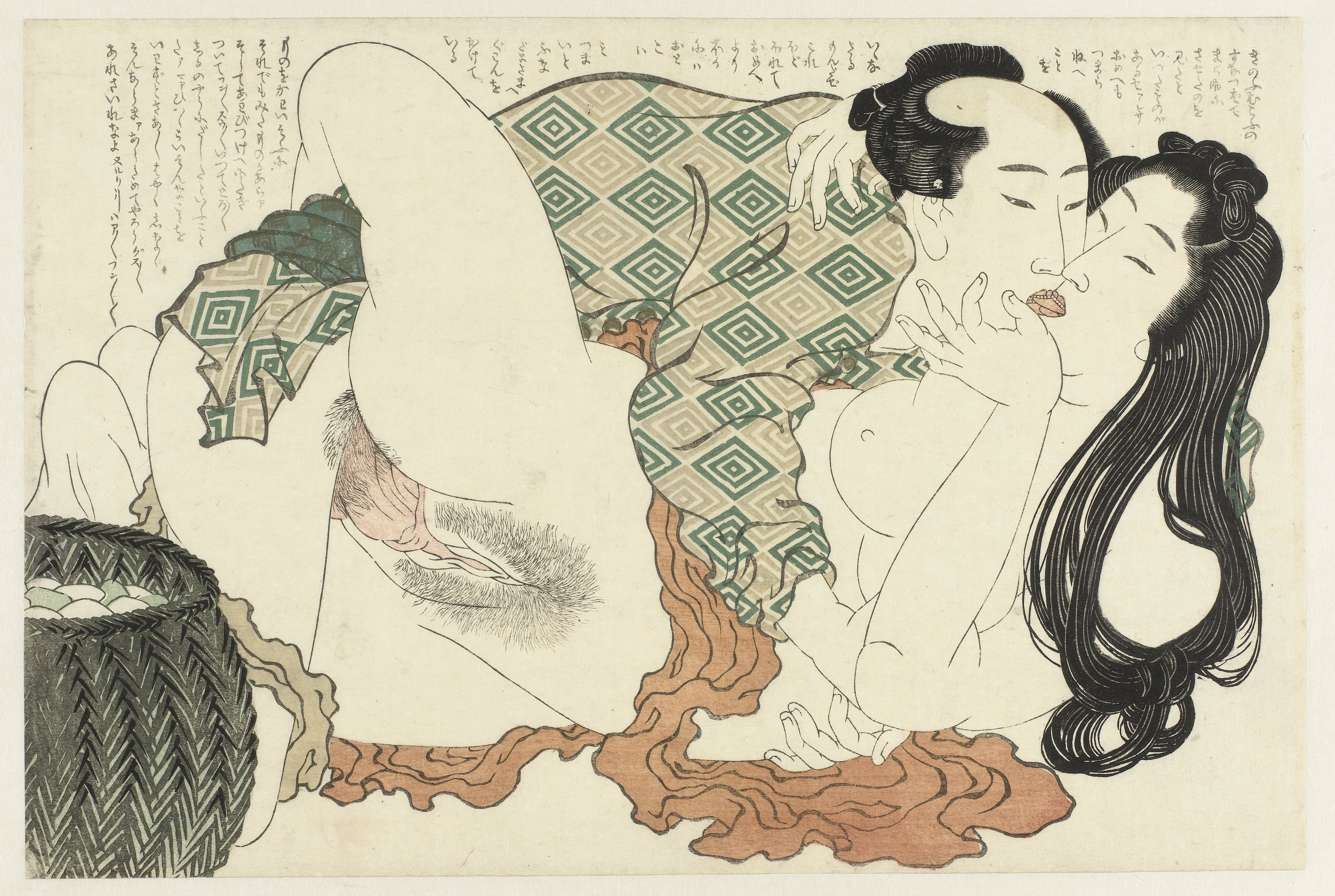
2人の恋人、葛飾北斎（1815年）

春画（しゅんが）とは、特に江戸時代に流行した性風俗（特に異性間・同性間の性交場面）を描いた絵画。
浮世絵の一種でもあり、笑い絵や枕絵、秘画、ワ印とも呼ばれる。冊子状のものは笑本、艶本、好色本、枕草紙という。また、それほど露骨な描写でない絵は危絵（あぶなえ）とも呼ばれた。淫画や淫絵、猥画や猥絵といった呼称も在るが一般的ではない。
その描写は必ずしも写実的でなく、性器がデフォルメされ大きく描かれることが多い。

## 歴史

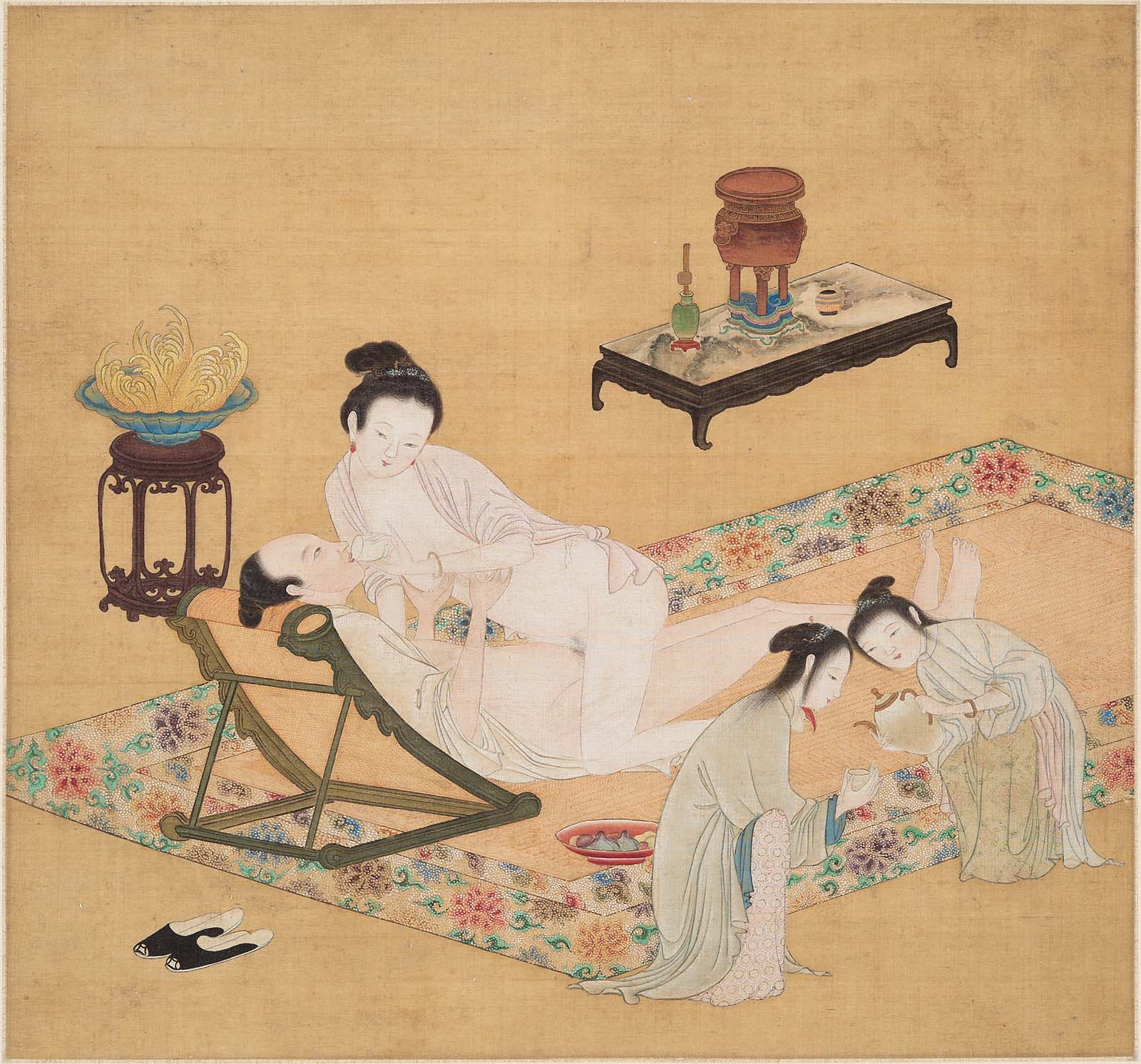
中国の春画「春宮画」

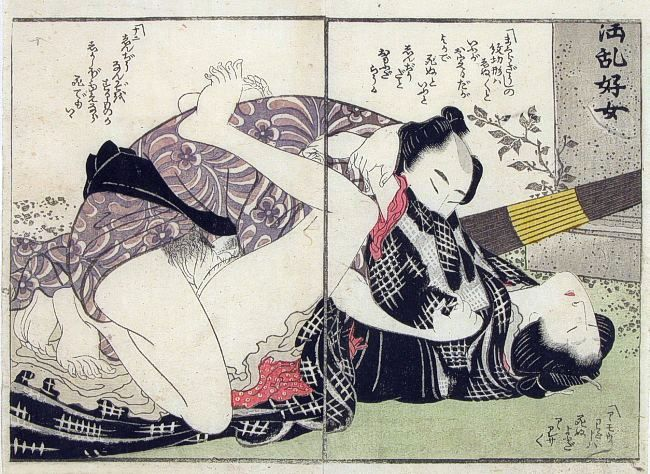
愛を作ること、柳川重信（1810-30年）

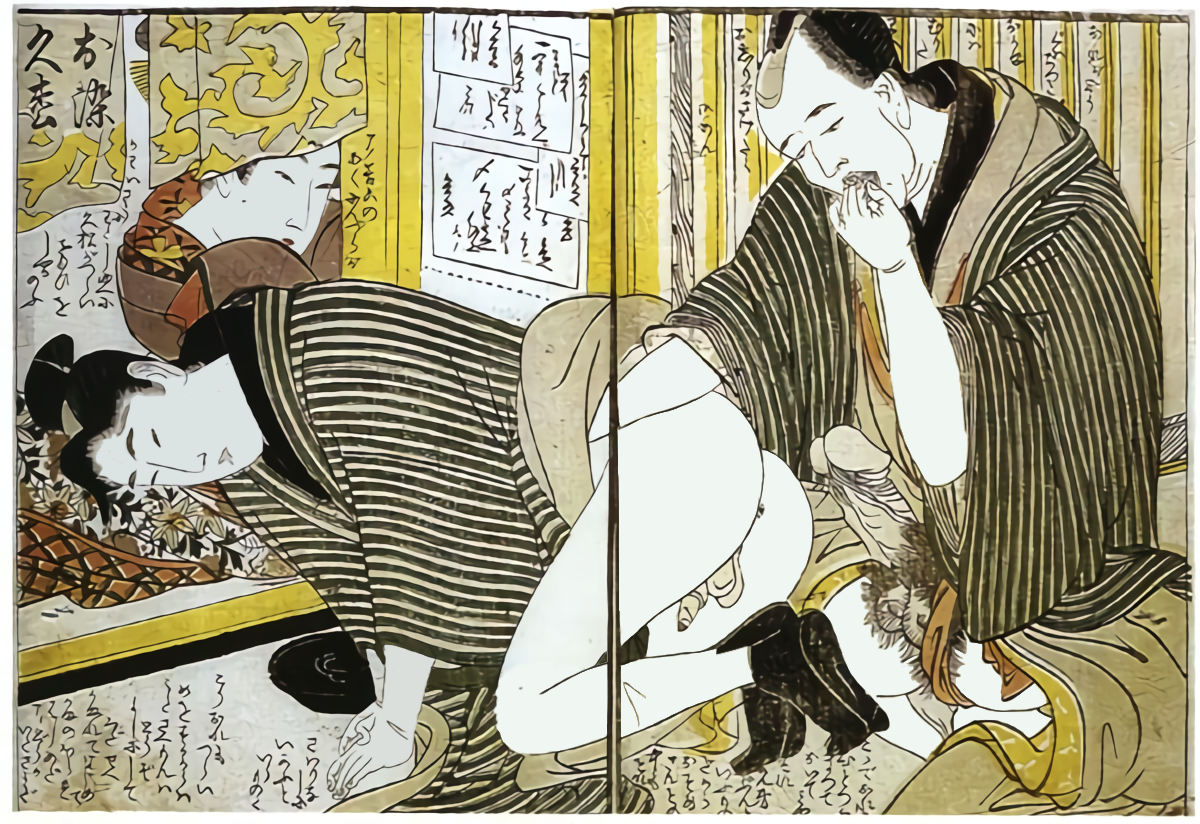
同性愛者、春画-喜多川歌麿

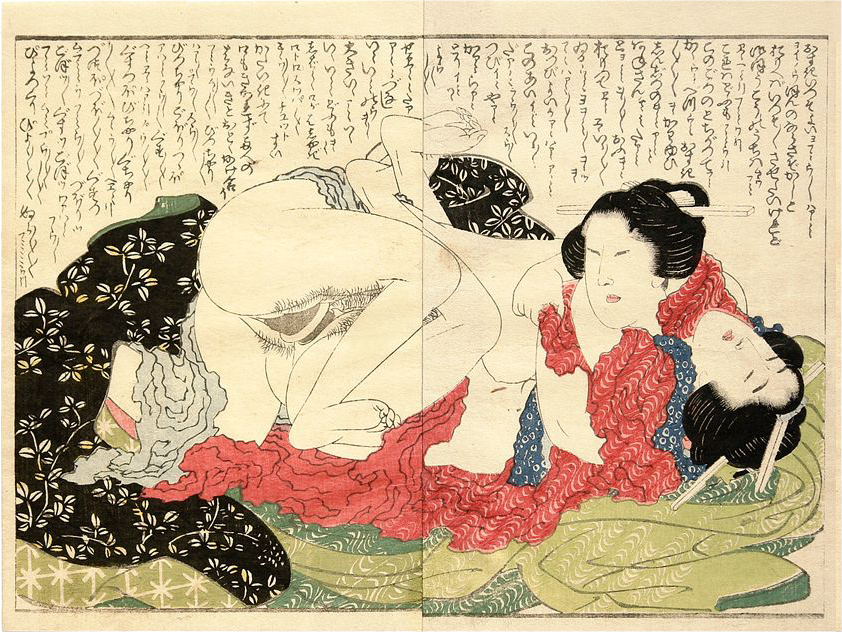
レズビアンの春画（1814年）

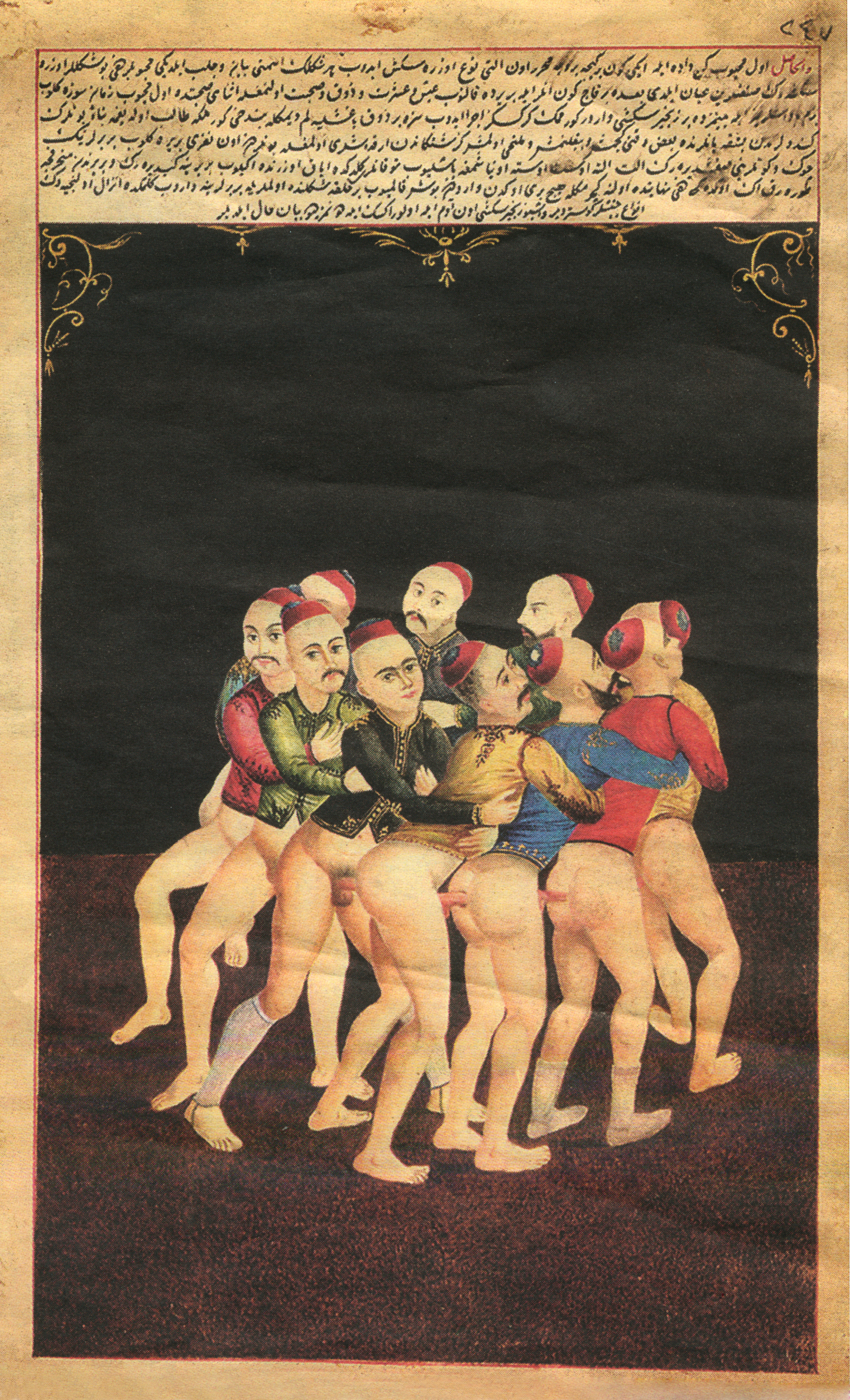
トルコの春画

早くも古代文明の昔に、男女の性愛を描いた絵画や彫刻が存在している。紀元前30世紀年頃のシュメールのウルの泥章（粘土板に描かれた線刻画）が残り、紀元前13世紀頃古代エジプトのパピルスには「十二態位（ドデカテクノン）」と呼ばれる春画が描かれている。古代中国では殷の紂王が画家に命じて男女交接図を描かせたことが、前漢の劉向『列女伝』孽嬖伝に記されている。
日本での春画の始まりは中国の医学書とともに伝えられた房中術の解説図だと思われる。日本では平安時代初期から偃息図（えんそくず、おそくず）、またはおそくずの絵（おそくづのゑ）と呼ばれる性的題材を描いた絵画があったとされているが（『恒貞親王伝』『古今著聞集』第十一「画図」など）、もともと「偃息図」という言葉自体が中国からきたものである（「偃息」（えんそく）とは、横に寝転んで休むこと、男女が同衾することである）。なお、『嬉遊笑覧』は「おそはたはれたること、くづは屑なるべし、陽物をいふに似たり」と解釈する。
それが庶民に、室町時代から江戸時代にかけて広がり、絵師たちによって描かれるようになった。例えば日明貿易において扇子は主要な輸出品の一つだったが、その中に「不肖の画」が含まれていたことが中国側の史料に見える。
春画の利用法の一つとして、災難よけの一種のお守りとしての機能が挙げられる。武士は鎧の下に男女性交の図を厄除けの守りとして忍ばせ「勝絵」と呼ばれ、後世になると商人が火事を避ける願いを込めて蔵に春画を置いたという。また、特に枕絵の絵巻は花嫁の性教育のテキストとして後々まで使われた。
ただ、この時代は肉筆のため、一部の上流階級しか入手は困難だった。肉筆春画は19世紀の終わりまで製作され続け、版画での普及版も出回っている。現存する肉筆春画は、およそ200から300点だと推測される。
桃山時代、明から春宮秘戯図が伝来し出版された（一般に春宮画、春意児と呼ばれる）。それに影響され、日本で盛んに春画が描かれるようになった。1655年に京都で春本の出版が始まり、その5年後には江戸でも刊行された。1800年頃までには上方での春本版行はおよそ終わり、ほぼ全て江戸へ移行した。
初期の絵師としては菱川師宣が代表的であり、彼の作品の大半が春画である。また、井原西鶴の浮世草子、好色一代男が大流行し、好色物と呼ばれるジャンルが流行る。それにより、春画の需要が増える。
しかし享保7年（1722年）享保の改革により、好色本が禁止される。それでも需要があるため、これより非公開で販売されることとなる。そして、錦絵の開発により、多色刷りの春画が寛政のころから本格的に登場しだした。
江戸幕府の規定を守る必要がない春画は、通常では出版できない極彩色の作品が作られた。そのため、浮世絵の最高の技術が使われているものは春画とも言われている。ただ、幕府による取締りの対策として、作者、絵師、版元を分からないよう画中に隠号という形で記した。有名な絵師のほとんどがこれを手がけ、狩野派・土佐派の絵師達までもが描いた。奥絵師の画系で使われていた絵手本に「好色春画之法」の章が含まれていることから、格式高い奥絵師でさえも、注文に応じるため春画の描き方を習熟する必要があったことがわかる。
浮世絵春画の確実な数量は不明だが、江戸時代には題名が知られるものだけで1,200種以上のあり、欠題のものや私的に作られた摺物などを含めると2,300点以上と推測される。更に、通常春本は12枚の組物か、10枚前後の3冊本の形式を取るため、実際に描かれた数はその20倍以上にもなる。
版画として大量に出回った春画は高い芸術性を誇ったが、性教育のためか、性文化の追求か、はたまた思想、宗教的意味合いがあったのか、目的がよくわかっていない。どういう人達に需要があり、なぜ高い技術が要求されたか、今後の研究課題ともいえる。春画は印籠や根付、磁器などにも見られる。春画根付は、多くの場合根付全体をよく観察してやっと見つけられる趣向になっており、老男女、動物、聖人、果物などもある。性的な図様を絵付けを施した磁器は、宴会などで使用されたと考えられる。
明治に入り、次第に写真に取って代わられるようになった。改定律令違式罪目中に、春画およびその類の諸器物を販売する者を笞罪に処し、また没収を付加した。
現代においては、芸術作品（エロティカ）として社会的に高く評価されており、法的には猥褻出版物としての扱いは受けていない。ただし、表現の自主規制は行われている。

## 海外流出と受容
幕末に起きたジャポニスムによって、西洋では浮世絵がもてはやされたが、春画は画題が猥褻であるとの理由から嫌われ、輸出には供されなかった。しかし、次第に外国人好みの美人画が不足していったことから、明治末期から大正にかけて局部を書き換えた春画や、複数の春画を切り張りして一枚の美人画に仕立て上げたものを輸出するようになっていった。こうして作られた美人画は現在も多数流通しており、真贋をめぐって裁判沙汰になったケースもある。
西洋に初めて春画が伝わった時期は明らかではないが、イギリスに初めて春画がもたらさられたのは、1614年に日本から帰航した東インド会社所有のクローブ号（日本に初めて来たイギリスの商船）と言われている。日本で得た文物はオークションで売りさばかれたが、春画は猥褻であるとして、破棄された。優れた絵画として高く評価したのは、ジャポニズム時代のフランスの美術家たちである。美術評論家ジュール・ド・ゴンクールは、1863年の『日記』の中でいち早くその芸術性に言及したが、『日記』初版時にはその個所は削除された。「浮世絵の発見者」と称するゴンクール兄弟は春画のコレクションを多く所有し、春画の紹介に努めた。ロダン、ロートレック、ピカソといった画家たちに影響を与えたと言われている。
以来、春画のコレクターは世界中に広がり、オークションや展示会も各地で行なわれるようになった。春画コレクションを持つ美術館は多いが、一般に非公開である。パリのフランス国立図書館は所有する大量の春画を「地獄」のコレクション（一般の閲覧を禁じたもの）に収蔵しているという。ロンドンの大英博物館では、1960年代まで「シクレターム（秘密）」と呼ばれる部屋に春画を保管していたが、2013年に大規模な展覧会を行なった。
世界で春画が美術として高評価を得る様になると、ようやく日本でも美術館での春画の展覧会が、2015年（平成27年）10月に、東京都の永青文庫で企画展が開催される様になった。

## 絵師と代表作
有名な作品に、
- 醍醐寺蔵 『稚児草紙』
- 藤原隆信 『春画小巻』

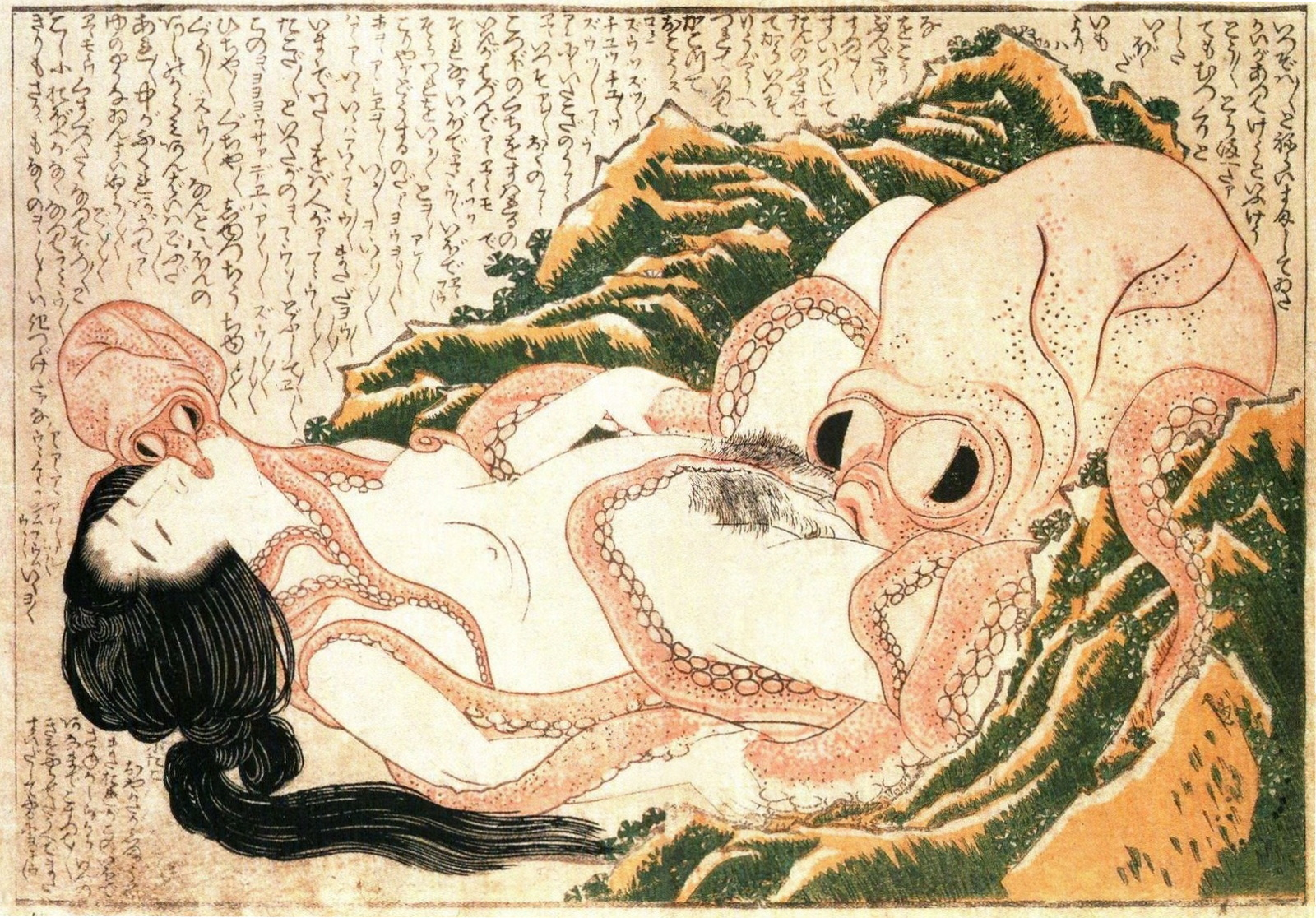
葛飾北斎『蛸と海女』(1814年頃)

- 『小柴垣草紙』（一名『野々宮絵巻』）住吉慶恩筆といい、あるいは信実筆という
- 『灌頂の巻』 住吉慶恩筆といい、あるいは光信筆という
- 巨勢惟久 『袋法師絵詞』（一名『太秦物語』）
- 土佐光信 『四十八番春画』
- 狩野元信 『尾花日記』

古くは、伝・鳥羽僧正とされる『陽物くらべ』などがある。

### 浮世絵
- 菱川師宣：『小むらさき』
- 勝川春章：『絵本色好之人式』
- 鳥居清長：『色道十二番』『袖の巻』
- 鈴木春信：『雪中相合傘』
- 喜多川歌麿：『歌まくら』
- 歌川豊国：『逢世雁之声』
- 葛飾北斎：『喜能会之故真通』『萬福和合神』
- 渓斎英泉：『夢多満佳話』
- 歌川国芳：『華古与見』
- 富岡永洗：『八雲の契り』